# ウォリー・チェンバース
ウォリー・チェンバース（Wally Chambers、1951年5月15日-2019年9月22日 ）はアラバマ州・フェニックスシティ出身のアメリカンフットボール選手。ポジションはディフェンシブラインマン。

## 経歴
ミシガン州で育った彼はマウントクレメンス高校でプレーした後、東ケンタッキー大学に進学、オールアメリカンにも選ばれた。
1973年のNFLドラフト1巡全体8位でシカゴ・ベアーズに指名されて入団した。その年、全14試合に先発出場し、NFL最優秀新人守備選手に選ばれた。またプロボウルには1973年、1975年、1976年の3回選出された。1976年には非公式記録ながら14サックをあげて、オールプロファーストチームにも選ばれた。1973年から1975年までオールプロセカンドチームに選ばれている。
1977年1月の試合で右膝に重傷を負った。怪我の影響もあり、1977年は4試合の出場に終わった。
1978年、タンパベイ・バッカニアーズにトレードされ、1979年シーズン終了後、28歳で現役を引退した。
ベアーズでは5シーズンで先発55試合を含む56試合に出場した。
現役引退後、北アイオワ大学、東カロライナ大学、テンプル大学のアシスタントコーチを経て、1989年、ニューヨーク・ジェッツのディフェンシブラインコーチを務めた。この年チームは4勝12敗に終わりジョー・ウォルトンヘッドコーチとともに解任された。
1992年にはラリー・リトルヘッドコーチの下でワールドリーグのオハイオ・グローリーでアシスタントコーチを務めた。
晩年にはひざと背中の痛みで車椅子を使って生活をしていた。
2019年9月22日、68歳で亡くなった。
シカゴ・トリビューンによってシカゴ・ベアーズの偉大な100人の52位に評価されている。